# 1964 في إسبانيا
فيما يلي قوائم الأحداث التي وقعت خلال عام 1964 في إسبانيا.

## رياضة
- 21 يونيو – كأس أمم أوروبا لكرة القدم 1964 الفائز منتخب إسبانيا لكرة القدم.

## أفلام
من الأفلام التي صدرت هذه السنة في إسبانيا:
- 1 يناير – الزنبقة السوداء من إخراج Christian-Jaque [الإنجليزية]‏.

## مواليد

### يناير
- 1 يناير – أنخيلا بالبي كاتبة إسبانية.[1]
- 2 يناير – لويس دو أنتين متسابق دراجات نارية إسباني.
- 12 يناير – بلانكا لي
- 26 يناير – مانويل خيمينيز خيمينيز لاعب كرة قدم إسباني.[2]

### فبراير
- 4 فبراير – خوان مارتينيز أوليفر درّاج طريق إسباني.
- 9 فبراير – إرنستو فالفيردي مدرب كرة قدم أسباني.[3]
- 10 فبراير – باكو توس ممثل إسباني.

### مارس
- 1 مارس – لويس ميدينا كانتاليخو لاعب كرة قدم إسباني.
- 3 مارس – فرنسيسكو لوبيز[4]
- 3 مارس – ماركوس جوريز لاعب كرة مضرب إسباني.
- 6 مارس – ساندرو روسيل
- 9 مارس – فرانسيسكو أنتيكويرا درّاج طريق إسباني.

### أبريل
- 13 أبريل – أوزيبيو ساكريستان[5]
- 14 أبريل – كارمل ماكازاجا لاعبة كرة يد إسبانية.
- 26 أبريل – رافائيل فسينا لاعب كرة سلة إسباني.[6]

### مايو
- 9 مايو – جينار أندرينوا لاعب كرة قدم إسباني.[7]

### يونيو
- 23 يونيو – خوان مارتينيز

### يوليو
- 10 يوليو – إلوي أولايا لاعب كرة قدم إسباني.
- 16 يوليو – ميغيل إندوراين درّاج طريق إسباني.[8]

### أغسطس
- 12 أغسطس – تشيكي بيغريستين لاعب كرة قدم إسباني.[9]
- 24 أغسطس – إدوارد فرنانديز ممثل إسباني.
- 29 أغسطس – جوردي أريس لاعب كرة مضرب إسباني.[10]

### سبتمبر
- 25 سبتمبر – كارلوس ثافون كاتب إسباني.

### أكتوبر
- 14 أكتوبر – بير بونس ممثل إسباني.
- 20 أكتوبر – برناردينو ليون

### نوفمبر
- 16 نوفمبر – كورال بيستوير لاعبة تايكوندو إسبانية.

### ديسمبر
- 12 ديسمبر – هيرمينيو دياز زابالا دراج إسباني.
- 13 ديسمبر – روكي دي لا كروز دراج إسباني.

## وفيات

### أبريل
- 2 أبريل – رفاييل سانتشيث غيرا (مواليد 1897) لاعب كرة قدم إسباني.
- 29 أبريل – بينثيسلاو فيرنانديث فلوريث (مواليد 1885) كاتب إسباني.[11]

### مايو
- 30 مايو – خوسيه كيرانتي (مواليد 1883)

### يوليو
- 6 يوليو – رفائيل كانسينوس أسينس (مواليد 1882) كاتب إسباني.[12]